# 国際図書館連盟
国際図書館連盟（こくさいとしょかんれんめい、英語: International Federation of Library Associations and Institutions）は、図書館の国際組織。略称はIFLA。

## 概要
1927年、スコットランドのエディンバラで設立。14の欧州各国とアメリカが最初の加盟だった。1929年にイタリアのローマで最初の総会が行われた。
1930年代になると欧米のほかに中国（中華民国）、インド、日本、メキシコ、フィリピンなども加盟するようになり、現在は160カ国・1600団体が加盟している。本部はオランダのデン・ハーグにある。IFLAは、毎年開催されるIFLA世界図書館および情報会議（年次大会〈World Library and Information Congress〉）を後援し、社会的、教育的、文化的、民主的、および経済的エンパワーメントのための情報、アイデア、想像力への普遍的かつ公平なアクセスを促進している。1986年（昭和61年）の年次大会は東京で開催された。
文化財保護を目的とした非政府組織であるブルーシールド国際委員会の構成団体でもある。

## IFLAが実施しているプロジェクト
- Action for Development through Libraries Programme (ALP)
- Committee on Copyright and other Legal Matters (CLM)
- Committee on Free Access to Information and Freedom of Expression (FAIFE)
- Strategic Programme on Preservation and Conservation (PAC)
- IFLA Trend report[4]: 世界的に情報環境が変貌するなかで、最近の図書館や情報サービス機関の変化について情報へのアクセス、教育、プライバシー、デジタル時代での関係の構築、デジタル技術変革などさまざまな視点から毎年分析を行い、地域ごとに整理した報告書[5]。IFLAトレンド・リポート。

- IFLA WLIC (World Library and Information Congress：世界図書館情報会議)： IFLAの開催する国際カンファレンス。

## 年次大会 情報技術分科会のテーマ
IFLAの年次大会では40以上のさまざまな分野の分科会が開催されており、時代によりそのテーマは大きく変化している。以下には情報技術分科会の年度別テーマを掲げる。
| 年次 | 開催国       | 分科会のテーマ                                                                           | 発表件数 |
| ---- | ------------ | ---------------------------------------------------------------------------------------- | -------- |
| 1993 | スペイン     | コネクティビティ                                                                         | 3件      |
| 1994 | キューバ     | 新しいコミュニケーション手段の利用 : 社会科学における                                    | 3件      |
| 1995 | トルコ       | 電子出版 : 技術と利用 図書館の中での利用                                                 | 4件      |
| 1996 | 中国         | デジタルライブラリ、技術そして組織へのインパクト                                         | 4件      |
| 1997 | デンマーク   | Z39.50 : 公開ネットワーク環境での情報検索                                                | 3件      |
| 1998 | オランダ     | デジタルライブラリ                                                                       | 4件      |
| 1999 | タイ         | デジタル情報へのグローバルアクセスの向上                                                 | 3件      |
| 2000 | イスラエル   | 図書館自動化システムからデジタルライブラリへ                                             | 3件      |
| 2001 | 米国         | 知識時代における図書館のための新情報・通信技術                                           | 3件      |
| 2002 | 英国         | 図書館の問題解決のための技術                                                             | 4件      |
| 2003 | ドイツ       | 図書館サービスのための無線技術・RFIDの利用                                               | 4件      |
| 2004 | アルゼンチン | e-図書館サービス間の認証                                                                 | 3件      |
| 2005 | ノルウェー   | コース管理システムと図書館管理システム : 相互運用性                                      | 4件      |
| 2006 | 韓国         | 新アクセス技術                                                                           | 4件      |
| 2007 | 南アフリカ   | 図書館のための「セコンドライフ（仮想オンラインサービス）」: 利用者の望むことを提供しよう | 4件      |
| 2008 | カナダ       | グローバルライブラリーへのアクセス拡充                                                   | 4件      |
| 2009 | イタリア     | 新たなリポジトリ : アーキテクチャの相互利用性とデータ交換                                | 4件      |
| 2010 | スウェーデン | 図書館とセマンティクウェブ                                                               | 6件      |
| 2011 | プエルトリコ | e-法律情報デポジット-12 : デジタルキュレーションの教育-6                                 | 18件     |
| 2012 | フィンランド | デジタル災害における継続性 : デジタルライブラリーのための災害対策計画と回復              | 6件      |
| 2013 | シンガポール | オープンソースから生じる議題の解決                                                       | 1件      |
| 2014 | フランス     | 図書館のためのクラウドサービス - 安全性、セキュリティ、フレキシビリティ                  | 5件      |
| 2015 | 南アフリカ   | 複数機関による共同運用のための技術 : 集積。共有そして共同                                | 6件      |
| 2016 | 米国         | オープンデータと技術環境における市民のためのスキルと知識                                 | 4件      |